# Grzegorz Ghica II
Grzegorz Ghica II (rum. Grigore II Ghica; zm. 23 sierpnia 1752) – hospodar Mołdawii, w latach 1726–1733, 1735–1739, 1739–1741 i 1747–1748, oraz hospodar Wołoszczyzny, w latach 1733–1735 i 1748–1752, z rodu Ghica.

## Biografia
Był wnukiem hospodara wołoskiego Grzegorza Jerzego Ghica. Kilkakrotnie obejmował trony mołdawski i wołoski z nadania tureckiego (dzięki intrygom i przekupstwu), konkurując przede wszystkim z Konstantynem Mavrocordatem. Zhellenizowany, otaczał się Grekami, co budziło niezadowolenie miejscowych bojarów. W 1739 zmuszony został do ucieczki z Mołdawii wobec ataku rosyjskiego, w efekcie którego w ręce Rosjan dostała się stolica Mołdawii Jassy, krótko później jednak, po zawarciu pokoju powrócił na tron.
Synami Grzegorza byli hospodarowie Mołdawii i Wołoszczyzny Scarlat Ghica i Mateusz Ghica.